# Dálněvýchodní federální okruh
Dálněvýchodní federální okruh Ruské federace (rusky Дальневосточный федеральный округ) je jedním z osmi federálních okruhů Ruska. Zaujímá východní část asijského Ruska. Sídlem správy je Vladivostok.

## Obecné údaje
Okruh zabírá 36,4 % plochy Ruska a je to jeho nejrozlehlejší federální okruh. Počet obyvatel mírně ubývá: podle sčítání v roce 2002 zde žilo 6 692 865; v roce 2010 to bylo 6 293 129. Podíl městského obyvatelstva činí 74,8 %.

## Zahrnuté subjekty
- Republiky: Sacha (Jakutsko), Burjatsko
- Kraje: Chabarovský kraj, Kamčatský kraj, Přímořský kraj, Zabajkalský kraj
- Oblasti: Amurská oblast, Magadanská oblast, Sachalinská oblast
- Autonomní oblast: Židovská autonomní oblast
- Autonomní okruhy: Čukotský autonomní okruh

Zabajkalský kraj a republika Burjatsko jsou součástí Dálněvýchodního okruhu od listopadu 2018, kdy přešly na základě výnosu prezidenta Putina ze správy Sibiřského federálního okruhu do Dálněvýchodního.

## Administrativní členění
| Administrativní dělení | Administrativní dělení | Administrativní dělení    | Administrativní dělení | Administrativní dělení | Administrativní dělení   |
| #                      | Vlajka                 | Federální subjekt         | Rozloha v km²          | Počet obyvatel (2019)  | Hlavní město             |
| ---------------------- | ---------------------- | ------------------------- | ---------------------- | ---------------------- | ------------------------ |
| 1                      |                        | Amurská oblast            | 361 900                | 830 103                | Blagověščensk            |
| 2                      |                        | Burjatsko                 | 351 300                | 971 021                | Ulan-Ude                 |
| 3                      |                        | Židovská autonomní oblast | 36 300                 | 176 558                | Birobidžan               |
| 4                      |                        | Zabajkalský kraj          | 431 900                | 1 107 107              | Čita                     |
| 5                      |                        | Kamčatský kraj            | 464 300                | 322 079                | Petropavlovsk-Kamčatskij |
| 6                      |                        | Magadanská oblast         | 462 500                | 156 996                | Magadan                  |
| 7                      |                        | Přímořský kraj            | 164 700                | 1 956 497              | Vladivostok              |
| 8                      |                        | Sacha                     | 3 083 500              | 958 528                | Jakutsk                  |
| 9                      |                        | Sachalinská oblast        | 87 100                 | 497 973                | Južno-Sachalinsk         |
| 10                     |                        | Chabarovský kraj          | 787 600                | 1 343 869              | Chabarovsk               |
| 11                     |                        | Čukotský autonomní okruh  | 721 500                | 50 526                 | Anadyr                   |